# Бертокки, Елена
Елена Бертокки (итал. Elena Bertocchi; род. 19 сентября 1994, Милан) — итальянская прыгунья в воду, четырёхкратная чемпионка Европы, призёр чемпионата мира и Европы.

## Биография
Елена начинает заниматься прыжками в воду в возрасте пяти лет. Тренер, который с самого начала работает с ней - Дарио Скола.
На международном уровне она достигла своего первого крупного успеха, выиграв серебряную медаль с однометрового трамплина во время лондонского европейского чемпионата в 2016 году. 
На европейском чемпионате по прыжкам в воду в Киеве, 13 июня 2017 года вместе с Майколом Верзотто она получила историческую золотую медаль в смешанном синхронном прыжке с 3-метрового трамплина. До этого момента ни одна итальянская пара никогда не получала золото в этой дисциплине. 17 июня 2017 года она становится чемпионом Европы на 1-метровом трамплине.
На чемпионате мира 2017 года она получает бронзовую медаль на метровом трамплине.
В Глазго в 2018 году на континентальном первенстве она выиграла золотую медаль в синхронных прыжках с трамплина 3 метра и бронзовую медаль на метровом трамплине.
В мае 2021 года на чемпионате Европы, который состоялся в Венгрии, в Будапеште, Елена в прыжках с метрового трамплина, с результатом 259.90, стала чемпионкой Европы во второй раз подряд. В синхронных прыжках с 3-х метрового трамплина стала обладательницей серебряной медали.
В июле 2023 года на чемпионате мира, который состоялся в японской Фукуоке, в прыжках с метрового трамплина Бертокки в финале соревнования провалила четвёртую попытку, неудачно наскочив на трамплин и, потеряв равновесие, упала в воду, получив за прыжок ноль баллов. По итогам соревнований она заняла лишь 12 место.